# Franz Wohlfahrt (futbolista)
Franz Bernard Wohlfahrt (1 de julio de 1964) es un exfutbolista austriaco, actualmente ejerce de director deportivo del Admira Wacker. Se desempeñaba como guardameta, en toda su carrera solo jugó en dos clubes, el Austria Viena y el VfB Stuttgart.

## Clubes

### Jugador
| Club          | País     | Año         |
| ------------- | -------- | ----------- |
| Austria Viena | Austria  | 1981 - 1996 |
| VfB Stuttgart | Alemania | 1996 - 2000 |
| Austria Viena | Austria  | 2000 - 2002 |

### Entrenador
| Club                    | País    | Año         |
| ----------------------- | ------- | ----------- |
| SC Untersiebenbrunn(1)  | Austria | 2003 - 2004 |
| SK Schwadorf(1)         | Austria | 2006 - 2008 |
| Admira Wacker(1)        | Austria | 2008        |
| ASV Baden(2)            | Austria | 2008 - 2010 |
| Austria Sub-21(1)       | Austria | 2009 - 2010 |
| Austria(1)              | Austria | 2009 - 2010 |
| 1. SV Wiener Neudorf(2) | Austria | 2010        |
| ASV Baden(2)            | Austria | 2011        |
| SV Wulkaprodersdorf(2)  | Austria | 2012        |
| Austria(1)              | Austria | 2013 - 2015 |

## Palmarés
Austria Viena
- Bundesliga: 1983-84, 1984-85, 1985-86, 1990-91, 1991-92, 1992-93
- Copa de Austria: 1986, 1990, 1992, 1994

VfB Stuttgart
- Copa de Alemania: 1997